# Aleksandr Kabanow
Aleksandr Siergiejewicz Kabanow (ur. 11 czerwca 1948 w Moskwie, zm. 30 czerwca 2020 w Kriemionkach) – radziecki piłkarz wodny. Dwukrotny złoty medalista olimpijski.
Brał udział w trzech igrzyskach (IO 72, IO 76, IO 80), na dwóch zdobywał złote medale. W 1975 i 1982 został mistrzem świata, w 1973 wicemistrzem globu. Był złotym medalistą mistrzostw Europy w 1983, srebrnym medalistą tej imprezy w 1974 i 1981.
Po zakończeniu kariery sportowej pracował jako trener, m.in. z kadrą Rosji. W 2001 został przyjęty do International Swimming Hall of Fame. Pochowany na Cmentarzu Mitińskim w Moskwie.